# 阿拉伯民族主义

阿拉伯起義的旗幟，也是阿拉伯民族主義的重要象徵，目前阿拉伯國家的國旗多以此旗為基礎

阿拉伯民族主義（阿拉伯语：‎、al-Qawmiyya al-`arabiyya）是一種民族主義思想，頌揚阿拉伯民族、語言及文學，並訴求阿拉伯世界的政治統一。其中心思想是阿拉伯世界從大西洋至阿拉伯海的所有人建立一個有著共同語言、文化、宗教與歷史遺產的國家。阿拉伯民族主义的主要目標之一是消除西方在阿拉伯世界的影響力以及推翻依靠西方國家生存的政府，這種思潮在二十世紀初期鄂圖曼帝國衰落與被打敗時開始興起，並在第三次中東戰爭阿拉伯聯軍的失敗後開始消退。和阿拉伯民族主義相關的個人與組織包括已解散的阿拉伯民族主義運動（‎）、埃及領導人賈邁·阿卜杜-納薩、利比亞領導人穆阿邁爾·卡扎菲、統治過伊拉克與敘利亞的復興黨及其創始者米歇爾·阿弗拉克。泛阿拉伯主義是一個相似的概念，訴求阿拉伯國家跨國間的社群主義。